# Diedergruppe

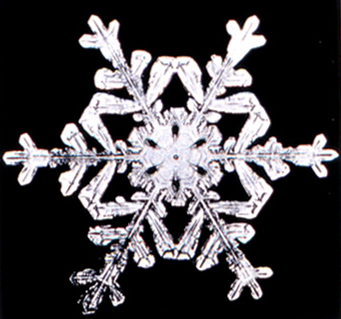
Diese Schneeflocke hat dieselbe Symmetriegruppe wie ein regelmäßiges Sechseck, die Diedergruppe.

In der Gruppentheorie ist die Diedergruppe {\displaystyle D_{n}} als semidirektes Produkt {\displaystyle \mathbb {Z} /n\mathbb {Z} \rtimes _{g\mapsto g^{-1}}\mathbb {Z} /2\mathbb {Z} } erklärt (siehe unten) und enthält daher genau {\displaystyle 2n} Elemente. Für {\displaystyle n\geq 3} ist diese Gruppe isomorph zur Isometriegruppe eines regelmäßigen Polygons in der Ebene. Sie ist dann nicht-abelsch und enthält {\displaystyle n} Drehungen und {\displaystyle n} Achsenspiegelungen. Ihr Name leitet sich vom Wort Dieder (Silbentrennung: Di-eder, Aussprache [diˈeːdɐ]) (griechisch: Zweiflächner) für regelmäßige {\displaystyle n}-Ecke ab. Diese Gruppen treten häufig in der Geometrie und Gruppentheorie auf, werden von zwei Spiegelungen (Elementen der Ordnung {\displaystyle 2}) erzeugt und sind damit die einfachsten Beispiele von Coxeter-Gruppen.

## Bezeichnungen
Es gibt für Diedergruppen zwei abweichende Bezeichnungen. In der Geometrie schreibt man üblicherweise {\displaystyle D_{n}}, um den Zusammenhang mit dem regelmäßigen {\displaystyle n}-Eck zu unterstreichen. In der Gruppentheorie schreibt man oft auch {\displaystyle D_{2n}}, um stattdessen die Ordnung {\displaystyle 2n} hervorzuheben. Diese Zweideutigkeit lässt sich jedoch leicht durch eine erläuternde Ergänzung beheben. In diesem Artikel steht {\displaystyle D_{n}} für die Diedergruppe mit {\displaystyle 2n} Elementen.

## Definition
Die Diedergruppe {\displaystyle D_{n}} kann für {\displaystyle n\geq 3} als die Isometriegruppe eines regelmäßigen {\displaystyle n}-Ecks in der Ebene definiert werden. Diese besteht aus {\displaystyle n} Drehungen und {\displaystyle n} Spiegelungen, hat also insgesamt {\displaystyle 2n} Elemente. Die Isometrien bezeichnet man auch als Symmetrietransformationen. Als Verknüpfung der Gruppe {\displaystyle D_{n}} dient die Hintereinanderausführung von Symmetrietransformationen.
In den Fällen {\displaystyle n=1} und {\displaystyle n=2} führt die geometrische Definition jedoch zu anderen Gruppen. Daher ist hier die algebraische Definition über das semidirekte Produkt {\displaystyle \mathbb {Z} /n\mathbb {Z} \rtimes \mathbb {Z} /2\mathbb {Z} } vorzuziehen (dabei ist in dem semidirekten Produkt die Operation von {\displaystyle \mathbb {Z} /2\mathbb {Z} } auf {\displaystyle \mathbb {Z} /n\mathbb {Z} } durch Inversion gegeben). Diese algebraische Definition gilt für alle {\displaystyle n\geq 1}.

## Beispiele
Ein Beispiel ist die Diedergruppe {\displaystyle D_{3}} der Kongruenzabbildungen eines gleichseitigen Dreiecks auf sich, die isomorph zur symmetrischen Gruppe {\displaystyle S_{3}} ist. {\displaystyle D_{4}} ist entsprechend die Symmetriegruppe des Quadrats unter Spiegelungen und Drehungen.
{\displaystyle D_{2}} ist isomorph zur Kleinschen Vierergruppe und ist die Symmetriegruppe (bestehend nur aus den beiden Spiegelungen, der Drehung um 180° und der Identität) von den vier Ecken eines Quadrats, bei dem nur die rechte und linke Seite eingezeichnet sind (also zwei Zweiecke). {\displaystyle D_{1}} ist die Symmetriegruppe eines Zweiecks.
{\displaystyle D_{2}} ist auch die Symmetriegruppe eines nicht gleichseitigen Rechtecks oder einer nicht gleichwinkligen Raute. {\displaystyle D_{1}} ist auch die Symmetriegruppe eines gleichschenkligen Dreiecks, das nicht gleichseitig ist.
Die folgende Grafik illustriert die Diedergruppe {\displaystyle D_{8}} anhand der Drehungen und Spiegelungen eines Stoppschildes:
Die erste Zeile zeigt die acht Drehungen, die zweite Zeile die acht Spiegelungen.

## Matrix-Darstellung
Wir betrachten ein ebenes regelmäßiges {\displaystyle n}-Eck. Seinen Mittelpunkt wählen wir als Nullpunkt {\displaystyle O} eines Koordinatensystems, irgendeine seiner {\displaystyle n} Symmetrieachsen als {\displaystyle x}-Achse und die Normale dazu (in üblicher Orientierung, sodass sich ein Rechtssystem ergibt) als {\displaystyle y}-Achse. Die Diedergruppe {\displaystyle D_{n}} lässt sich dann leicht als Matrixgruppe darstellen. Hierzu sei {\displaystyle r_{k}} die Drehung um {\displaystyle O} um den Winkel {\displaystyle \alpha _{k}:=k\cdot 2\pi /n} und {\displaystyle s_{k}} die Spiegelung an der Geraden durch {\displaystyle O}, die im Winkel {\displaystyle \alpha _{k}/2=k\cdot \pi /n} gegenüber der positiven {\displaystyle x}-Achse geneigt ist. Als Matrizen schreiben sich diese Transformationen dann so:
{\displaystyle r_{k}={\begin{pmatrix}\cos(\alpha _{k})&-\sin(\alpha _{k})\\\sin(\alpha _{k})&\cos(\alpha _{k})\end{pmatrix}}\qquad {\text{und}}\qquad s_{k}={\begin{pmatrix}\cos(\alpha _{k})&\sin(\alpha _{k})\\\sin(\alpha _{k})&-\cos(\alpha _{k})\end{pmatrix}}}
Hierbei fallen folgende Relationen auf:
- {\displaystyle r_{k+n}=r_{k}} und {\displaystyle s_{k+n}=s_{k}}. Daher können wir uns auf {\displaystyle k=0,1,2,\dotsc ,n-1} beschränken.
- {\displaystyle r_{0}}, die Drehung um den Winkel {\displaystyle 0}, ist die Identität.
- {\displaystyle r_{1}} ist die Drehung um den Winkel {\displaystyle 2\pi /n} und es gilt {\displaystyle r_{k}=r_{1}^{k}} für alle {\displaystyle k}.
- {\displaystyle s_{0}} ist die Spiegelung an der {\displaystyle x}-Achse und es gilt {\displaystyle s_{k}=r_{k}s_{0}} für alle {\displaystyle k}.

Wenn {\displaystyle n} ungerade ist, dann verläuft jede der {\displaystyle n} Spiegelachsen durch einen Eckpunkt und den Mittelpunkt der gegenüberliegenden Seite. Für gerades {\displaystyle n} gibt es hingegen zwei Arten von Spiegelachsen, durch zwei gegenüberliegende Eckpunkte oder durch zwei gegenüberliegende Seitenmittelpunkte.
In dieser Darstellung schreiben sich zum Beispiel die acht Elemente der Diedergruppe {\displaystyle D_{4}} wie folgt:
{\displaystyle {\begin{aligned}r_{0}&={\bigl (}{\begin{smallmatrix}1&0\\0&1\end{smallmatrix}}{\bigr )},&r_{1}&={\bigl (}{\begin{smallmatrix}0&-1\\1&0\end{smallmatrix}}{\bigr )},&r_{2}&={\bigl (}{\begin{smallmatrix}-1&0\\0&-1\end{smallmatrix}}{\bigr )},&r_{3}&={\bigl (}{\begin{smallmatrix}0&1\\-1&0\end{smallmatrix}}{\bigr )},\\s_{0}&={\bigl (}{\begin{smallmatrix}1&0\\0&-1\end{smallmatrix}}{\bigr )},&s_{1}&={\bigl (}{\begin{smallmatrix}0&1\\1&0\end{smallmatrix}}{\bigr )},&s_{2}&={\bigl (}{\begin{smallmatrix}-1&0\\0&1\end{smallmatrix}}{\bigr )},&s_{3}&={\bigl (}{\begin{smallmatrix}0&-1\\-1&0\end{smallmatrix}}{\bigr )}.\end{aligned}}}
Diese Drehungen und Spiegelungen lassen sich bildlich wie folgt darstellen:

Zykel-Graph von :
ist die Drehung um 90° im Uhrzeigersinn.
ist die Spiegelung an der vertikalen Mittelachse.

| {\displaystyle r_{0}} (Drehung um 0°)                                                                                                   | {\displaystyle r_{1}} (Drehung um 90°)                  | {\displaystyle r_{2}} (Drehung um 180°)           | {\displaystyle r_{3}} (Drehung um 270°)                  |
| {\displaystyle s_{0}} (Spiegelung an der x-Achse)                                                                                       | {\displaystyle s_{1}} (Spiegelung an der Diagonale y=x) | {\displaystyle s_{2}} (Spiegelung an der y-Achse) | {\displaystyle s_{3}} (Spiegelung an der Diagonale y=-x) |
| Drehungen und Spiegelungen eines Quadrates. Die vier Ecken sind nummeriert und eingefärbt, um die Transformation bildlich darzustellen. |                                                         |                                                   |                                                          |

## Permutations-Darstellung
Betrachten wir zunächst als Beispiel die Diedergruppe {\displaystyle D_{4}}. Diese operiert durch Symmetrietransformationen auf einem Quadrat wie in der vorangehenden Grafik gezeigt. Betrachtet man die Aktion der Diedergruppe {\displaystyle D_{4}} auf den Eckpunkten {\displaystyle 1,2,3,4}, erhält man eine treue Darstellung in die symmetrische Gruppe {\displaystyle S_{4}}, also einen injektiven Gruppenhomomorphismus {\displaystyle \tau \colon D_{4}\to S_{4}}. Genauer gesagt wirken die Transformationen auf den Ecken als folgende Permutationen:
{\displaystyle {\begin{aligned}\tau (r_{0})&=\left({\begin{smallmatrix}1&2&3&4\\1&2&3&4\end{smallmatrix}}\right),\ &\tau (r_{1})&=\left({\begin{smallmatrix}1&2&3&4\\2&3&4&1\end{smallmatrix}}\right),\ &\tau (r_{2})&=\left({\begin{smallmatrix}1&2&3&4\\3&4&1&2\end{smallmatrix}}\right),\ &\tau (r_{3})&=\left({\begin{smallmatrix}1&2&3&4\\4&1&2&3\end{smallmatrix}}\right)\\\tau (s_{0})&=\left({\begin{smallmatrix}1&2&3&4\\4&3&2&1\end{smallmatrix}}\right),\ &\tau (s_{1})&=\left({\begin{smallmatrix}1&2&3&4\\3&2&1&4\end{smallmatrix}}\right),\ &\tau (s_{2})&=\left({\begin{smallmatrix}1&2&3&4\\2&1&4&3\end{smallmatrix}}\right),\ &\tau (s_{3})&=\left({\begin{smallmatrix}1&2&3&4\\1&4&3&2\end{smallmatrix}}\right)\end{aligned}}}
Ganz allgemein definiert die Operation der Diedergruppe {\displaystyle D_{n}} auf den Eckpunkten {\displaystyle P_{1},P_{2},\dotsc ,P_{n}} eine treue Darstellung {\displaystyle \tau \colon D_{n}\to S_{n}}. In obiger Notation erhält man zum Beispiel die Permutation
{\displaystyle \tau (r_{1})=(1,2,3,\dotsc ,n).}
In Zyklenschreibweise ist dies die zyklische Permutation, die {\displaystyle P_{1}} auf {\displaystyle P_{2}} abbildet, {\displaystyle P_{2}} auf {\displaystyle P_{3}} und so weiter, bis schließlich {\displaystyle P_{n}} auf {\displaystyle P_{1}} abgebildet wird.
Die weiteren Drehungen erhält man hieraus mittels der Relation {\displaystyle r_{k}=r_{1}^{k}} für alle {\displaystyle k}.
Für die Spiegelung an der Symmetrieachse durch {\displaystyle P_{n}} erhält man entsprechend in Zyklenschreibweise
{\displaystyle \tau (s_{1})=(1,n-1)(2,n-2)\dots \left({\bigl \lfloor }{\tfrac {n-1}{2}}{\bigl \rfloor },{\bigl \lfloor }{\tfrac {n+2}{2}}{\bigl \rfloor }\right)}
mit der Gaußschen Ganzteilfunktion {\displaystyle x\mapsto \lfloor x\rfloor } (die jeder reellen Zahl {\displaystyle x} die größte ganze Zahl zuordnet, die nicht größer als {\displaystyle x} ist). Die weiteren Spiegelungen erhält man hieraus mittels der Relation {\displaystyle s_{k+1}=r_{k}s_{1}} für alle {\displaystyle k} (mit {\displaystyle s_{4}=s_{0}}).

## Erzeuger und Relationen
Alle {\displaystyle n} Drehungen werden von {\displaystyle r=r_{1}} erzeugt. Diese bilden eine zyklische Untergruppe der Ordnung {\displaystyle n} und demnach von Index {\displaystyle 2}.
Man erhält die gesamte Gruppe durch Hinzufügen einer beliebigen Spiegelung, zum Beispiel {\displaystyle s=s_{0}}, und so die Präsentation
{\displaystyle D_{n}=\left\langle r,s\mid r^{n}=s^{2}=\ srsr=e\right\rangle ,}
wobei {\displaystyle e} das neutrale Element der Gruppe ist.

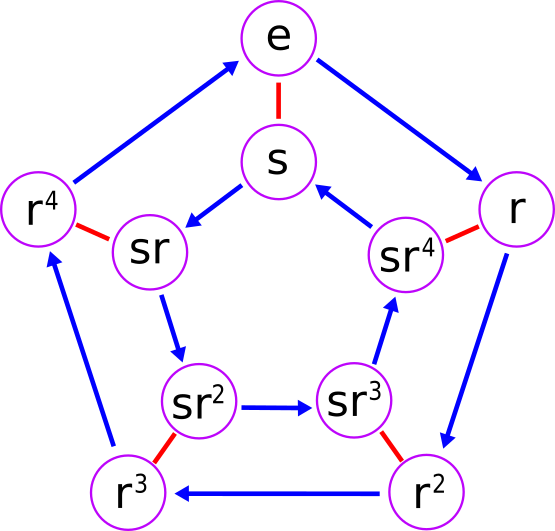
Cayleygraph der Diedergruppe

Die Verkettung von zwei Spiegelungen ist eine Drehung. Ist der Winkel zwischen den beiden Spiegelachsen {\displaystyle \alpha }, so ist diese Verkettung eine Drehung um den Winkel {\displaystyle 2\alpha }.
Das bedeutet, dass die Diedergruppe {\displaystyle D_{n}} von zwei benachbarten Spiegelungen, zum Beispiel {\displaystyle s_{0}} und {\displaystyle s_{1}}, erzeugt wird. Man erhält so die Präsentation
{\displaystyle D_{n}=\left\langle s_{0},s_{1}\mid s_{0}^{2}=s_{1}^{2}=(s_{0}s_{1})^{n}=e\right\rangle .}
Dies ist der einfachste Fall einer Coxeter-Gruppe.
Für alle Indizes {\displaystyle i} und {\displaystyle j} gilt außerdem:
1. {\displaystyle r_{i}r_{j}=r_{i+j}}
2. {\displaystyle r_{i}s_{j}=s_{i+j}}
3. {\displaystyle s_{i}r_{j}=s_{i-j}}
4. {\displaystyle s_{i}s_{j}=r_{i-j}}

Dabei werden die Indizes jeweils modulo {\displaystyle n} betrachtet ({\displaystyle r_{i+n}=r_{i}} und {\displaystyle s_{i+n}=s_{i}}).

## Anwendungen

### Geometrie
Diedergruppen sind die einfachsten Beispiele von Spiegelungsgruppen. Diese spielen in der klassischen Geometrie eine wichtige Rolle, zum Beispiel bei der Klassifikation der regulären Polyeder. In Dimension {\displaystyle 2} entsprechen hier Diedergruppen den regulären Polygonen.

### Codierung
Die durch obige Permutationen definierte Zahlenverknüpfung wird bei Prüfsummenverfahren als Alternative zu diversen modulo-basierten Verfahren angewendet. Zum Beispiel besaßen die deutschen Banknoten Dieder-Prüfsummen.